# Långflotjärnen (Stuguns socken, Jämtland)
Långflotjärnen är en sjö i Ragunda kommun i Jämtland och ingår i Indalsälvens huvudavrinningsområde.